# Murray Gardner
Murray Edward Gardner (ur. 23 lipca 1946 w Christchurch) – nowozelandzki narciarz alpejski, olimpijczyk.
Na zimowych igrzyskach olimpijskich w Grenoble zajął 76. miejsce w slalomie gigancie, nie ukończył zjazdu, a w slalomie odpadł w eliminacjach.